# Sukasari (Cisaat)
Sukasari is een bestuurslaag in het regentschap Sukabumi van de provincie West-Java, Indonesië. Sukasari telt 9094 inwoners (volkstelling 2010).